# Bocksberg (Bad Heilbrunn)
Bocksberg ist ein Gemeindeteil von Bad Heilbrunn im oberbayerischen Landkreis Bad Tölz-Wolfratshausen. Die Einöde liegt circa zwei Kilometer nordwestlich von Bad Heilbrunn und ist über die Bundesstraße 11 zu erreichen.
Zum 1. Mai 1978 wurde die eigenständige Gemeinde Schönrain aus dem Landkreis Bad Tölz aufgelöst. Einige Ortsteile wurden zu Königsdorf eingegliedert, andere wie Bocksberg kamen zu Bad Heilbrunn.